# Semipelagianismus
Semipelagianismus byl teologický směr, který na přelomu 5. a 6. století stál v učení o hříchu a milosti přesně mezi Augustinem a Pelagiem. Semipelagiáni nesouhlasili s Augustinem zejména v otázce míry nesvobody lidské vůle vůči Bohu, otázce neodolatelné milosti a jeho učení o predestinaci.
Hlavními představiteli jsou Jan Cassian a Vincenc z Lerina. Odsouzeno jako hereze synodem v Orange.